# Another Cinderella Story
Another Cinderella Story er en romantisk komediefilm fra 2008 instrueret af Damon Santostefano og med Selena Gomez og Drew Seeley i hovedrollerne. Filmen blev udgivet direct-to-video af Warner Premiere d. 16. september 2008. Filmen blev optaget i Canada i januar 2008.